# 浪速郵便局
浪速郵便局（なにわゆうびんきょく）は、大阪府大阪市浪速区にある郵便局。民営化前の分類では集配普通郵便局であった。

## 概要
住所：〒556-8799 大阪府大阪市浪速区難波中3-10-1

### 分室
過去に存在した分室は以下のとおり。
- 阿倍野橋分室 (41691A)（北緯34度38分50.2秒 東経135度30分40.5秒 / 北緯34.647278度 東経135.511250度） - 2012年（平成24年）に廃止。

## 沿革
- 1967年（昭和42年）11月6日 - 浪速郵便局として、浪速区新川二丁目に開局[1]。
- 1990年（平成2年）3月23日 - 花の万博の開催に合わせ、大阪市周辺の主な郵便局40局において、風景印を花をかたどった変形印に変更（当局は浪速区の花である撫子）。
- 1996年（平成8年）7月1日 - 外国通貨の両替および旅行小切手の売買に関する業務取扱を開始。
- 2007年（平成19年）
  - 7月30日 - 阿倍野郵便局より、阿倍野橋分室を移管（41037A→41691A）[2]。
  - 10月1日 - 民営化に伴い、併設された郵便事業浪速支店に一部業務を移管。
- 2012年（平成24年）
  - 3月31日 - 阿倍野橋分室を廃止[3]。
  - 10月1日 - 日本郵便株式会社発足に伴い、郵便事業浪速支店を浪速郵便局に統合。

## 取扱内容
- 郵便、印紙、ゆうパック、内容証明
- 貯金、為替、振替、振込、国際送金、外貨両替・トラベラーズチェック、国債、投資信託
- 生命保険、バイク自賠責保険、自動車保険
- 地方公共団体事務（大阪市ごみ処理券の販売、市バス・地下鉄優待乗車証の交付）
- ゆうちょ銀行ATM
- 「556-00xx」区域（大阪市浪速区全域）の集配業務
- ゆうゆう窓口

## 風景印
- 図案は通天閣・将棋盤一角上の将棋の駒（王将と歩）。局名表記は「浪速」
- 使用開始日は1991年（平成3年）10月1日
- 形はナデシコ型の変形印である。

## 周辺
- 大阪市浪速区役所
- 浪速税務署
- なんばパークス
- 大阪府立体育会館
- 大阪市立浪速スポーツセンター
- 国道25号
- フクホー株式会社
- 南海電鉄本社
- 朝日生命難波ビル
- 木津市場
- 南海辰村建設株式会社

## アクセス
- 南海本線・高野線 難波駅から徒歩約7分、地下鉄御堂筋線・四つ橋線 難波駅もしくは大国町駅からそれぞれ徒歩約9分
- 阪神高速環状線 なんば出口からすぐ
- 駐車場あり：5台